# بلنی دلقک اکسلراد
بلنی دلقک اکسلراد یا بلنی دندان‌شانه‌ای اکسلراد، یک گونه از است ماهی پرتوباله در خانواده بلنی‌های دندان‌شانه‌ای است. در آب‌های کم عمق در صخره‌های مرجانی در غرب اقیانوس آرام مرکزی یافت می‌شود. اولین بار توسط ویکتور گروشکا اسپرینگر در سال ۱۹۸۸ توصیف شد و به افتخار هربرت ریچارد اکسلرود، آبزی‌شناس آمریکایی نامگذاری شد.

## شرح

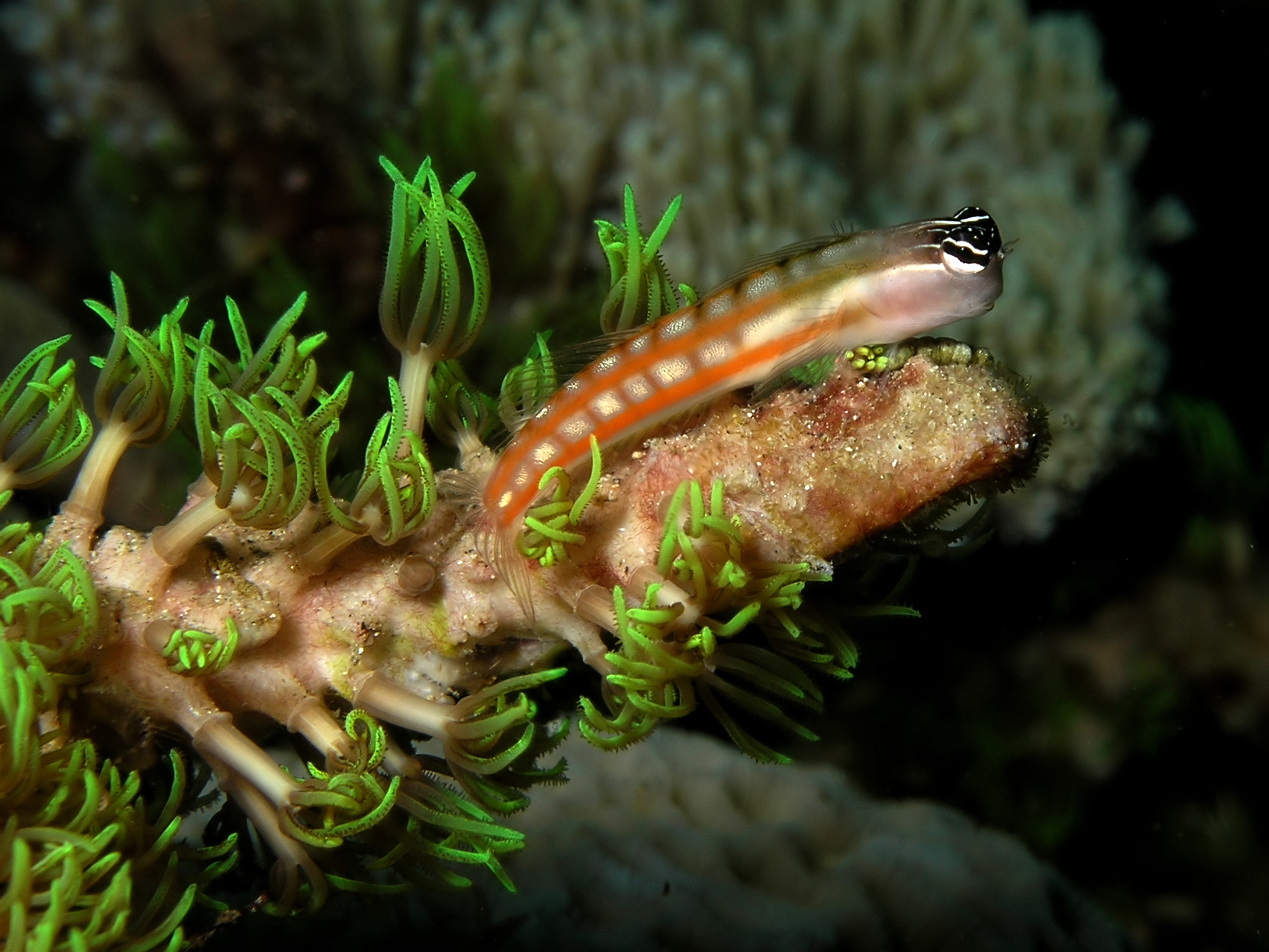
دلقک اکسلرود

بلنی دلقک اکسلراد گونه ای کوچک است که حداکثر طول آن به ۵٫۸ سانتیمتر (۲٫۳ اینچ) می‌رسد. باله پشتی دارای ۱۲ خار و ۱۲ تا ۱۴ پرتو نرم است. بین دو قسمت باله عمیقاً بریدگی دارد. باله مقعدی دارای ۲ خار و ۱۴ تا ۱۶ پرتو نرم است. رنگ این ماهی متغیر است اما معمولاً دارای نوارهای نارنجی پهنی است که در امتداد بدن کشیده شده و نوارهای مشکی عرضی در نیمه پشتی بدن است. گاهی اوقات دارای نوارهای طولی سیاه است. چشم‌ها برجسته هستند و خط سیاهی از آنها عبور می‌کند. این ماهی را می‌توان از سایر گونه‌های مشابه با لکه سیاه مورب و مستطیلی در بالای باله سینه ای و چهار نقطه از پنج نقطه سیاه گرد درست در زیر باله پشتی خاردار متمایز کرد.

## پراکندگی و زیستگاه
بلنی دلقک اکسلراد بومی غرب اقیانوس آرام مرکزی است. محدوده آن شامل جزایر آدمیرالتی، پاپوآ گینه نو و جزایر سلیمان است. در صخره‌های مرجانی روی ستیغ‌های صخره‌های بیرونی و شیب‌هایی در عمق تا ۱۵ متر (۴۹ فوت) زندگی می‌کند. هم بالغ آن و هم نوجوانان به مناطق جزر و مدی با مرجان‌های زنده محدود می‌شوند.

## زیست‌شناسی
عادات پرورشی و تاریخچه اولیه زندگی بلنی دلقک اکسلراد کمی مورد مطالعه قرار گرفته‌است. ماده‌ها تخم‌زا هستند و مرحله لاروی پلانکتون وجود دارد، اما کوچک‌ترین بچه‌های قابل شناسایی بیش از ۱۰ میلیمتر (۰٫۴ اینچ) طول دارند و شبیه بالغ‌های کوچک‌جثه هستند.